# Citrat

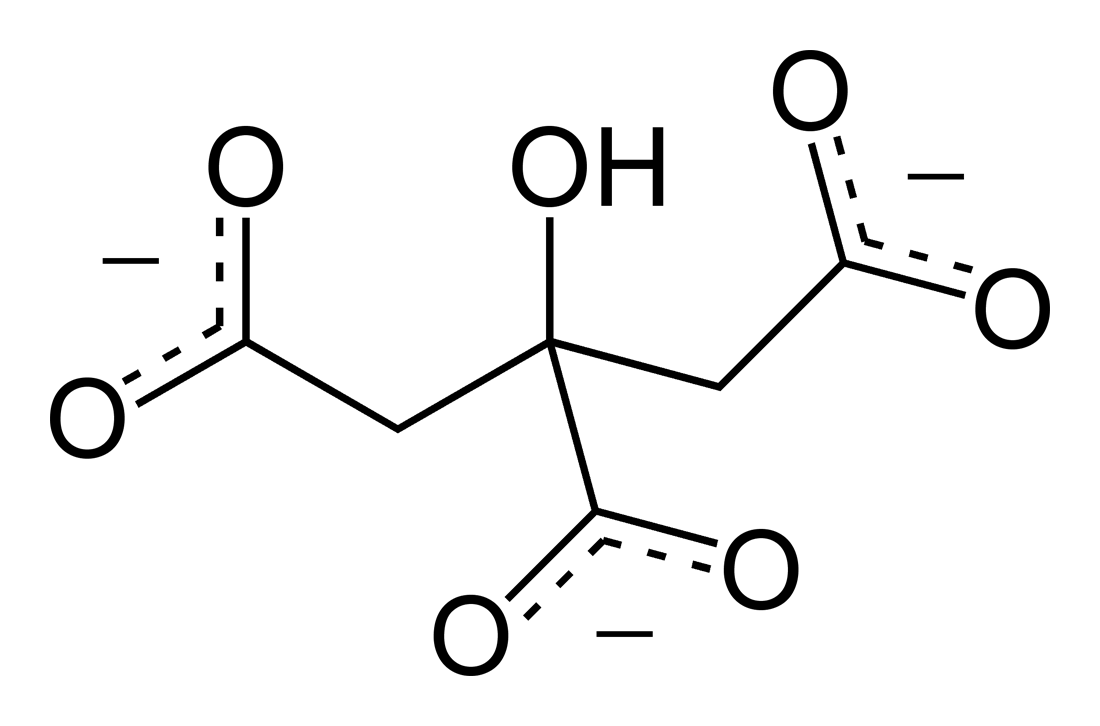
En citratjon

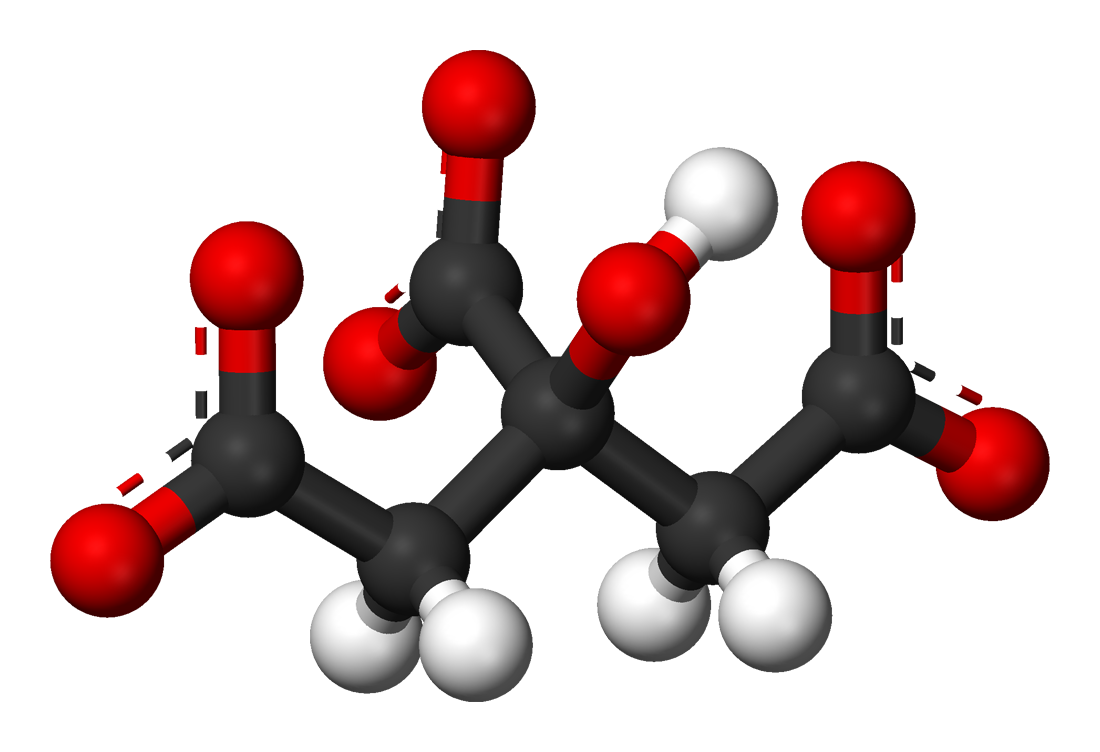
Kulmodell av citratjon

Citrat refererar antingen till den korresponderande basen till citronsyra, som har formeln (C3H4OH(CO2)33−), eller estrar av citronsyra.

## Flera joner
Eftersom citronsyran kan ha olika antal protoner, H+, så finns det flera närbesläktade joner:
- vätecitrat, HC6H5O72−
- divätecitrat, H2C6H5O7−.

Dessa joner kan också bilda salter.

## pH
Salter av vätecitrat-jonerna är svagt sura medan salter av citrat-jonen (med en inert jon som natrium) är svagt basiska.

## Buffertlösning
Citrater är en nyckelkomponent vid tillverkning av vissa buffertlösningar.

## Metabolism
Citrater spelar en roll i citronsyracykeln, en central del av metabolismen, och kan även i höga koncentrationer hämma glykolys.